# Ducado de Prim

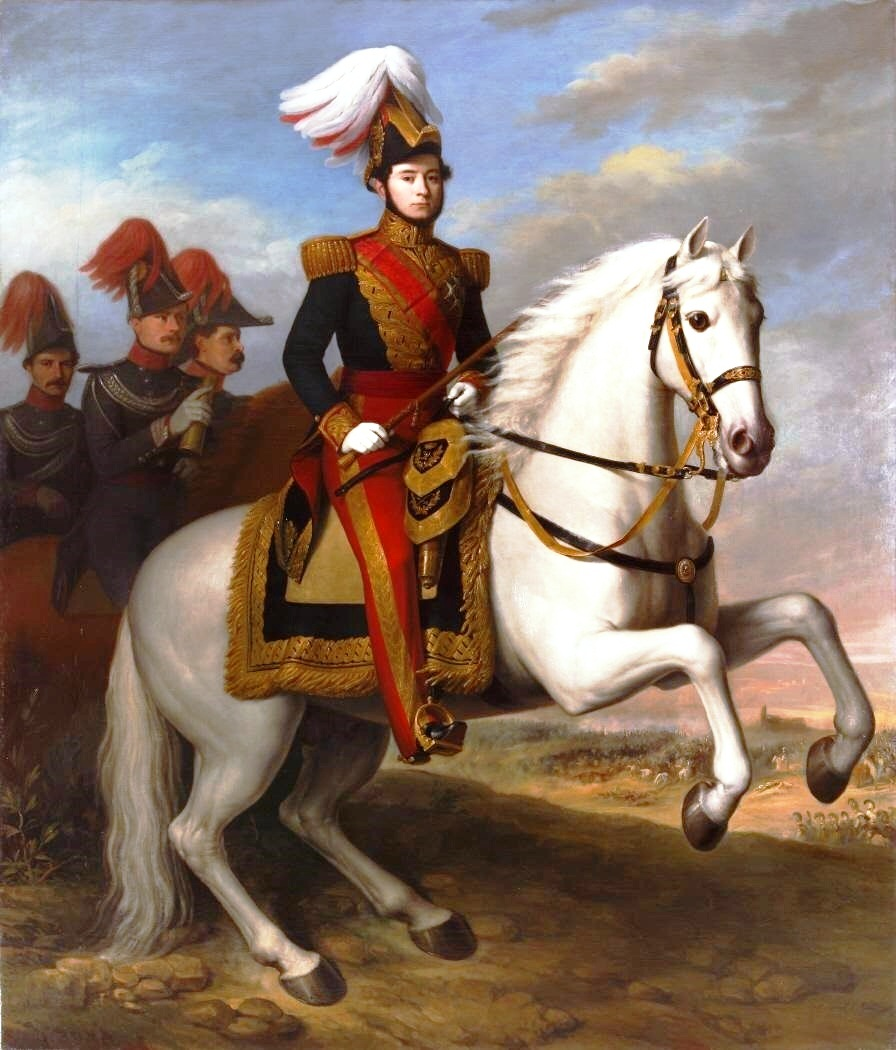
Juan Prim y Prats, i marqués de los Castillejos grande de España, i conde de Reus, i vizconde del Bruch, para quién Amadeo I creó el ducado de Prim con grandeza de España, a título póstumo, para que fuese ostentado por su viuda Francisca Agüero y González, i duquesa de Prim grande de España, ii condesa de Agüero.

El ducado de Prim es un título nobiliario español creado el 1 de noviembre de 1871 por el rey Amadeo I de España para Juan Prim y Prats, i marqués de los Castillejos grande de España, i conde de Reus, i vizconde del Bruch, "a título póstumo", para que fuese ostentado por su viuda Francisca Agüero y González.
El título se concedió con la condición de que fuese heredado por su hija Isabel Prim y Agüero, y no por su hijo varón Juan Prim y Agüero, a quien le había otorgado el ducado de los Castillejos con grandeza de España (por elevación del marquesado de los Castillejos), habiendo heredado, también de su padre, el condado de Reus y el vizcondado del Bruch. Al morir sin descendientes el i duque de los Castillejos grande de España, fue su hermana Isabel Prim y Agüero la que trasmitió todos los títulos familiares, a través de su sobrina María de la Concepción Salvadó Prim y Golferich, casada con Carlos Muntadas y Muntadas, distribuyendo éstos entre sus cuatro hijos: 
1. Carlos Muntadas y Salvadó Prim, ii duque de los Castillejos grande de España,
2. Luis Muntadas y Salvadó Prim, iii duque de Prim grande de España (1953), casado con Simone Audhui Gillin.
3. Antonio Muntadas y Salvadó Prim, iii conde de Reus (1953), casado con María Josefa Fábregas y Bas.
4. María de la Concepción Muntadas y Salvadó Prim, iii vizcondesa del Bruch.

## Nota
El ducado de Prim fue rehabilitado por Francisco Franco el 24 de junio de 1960 por Luis Muntadas y Salvadó-Prim, hijo de Carlos Muntadas y Muntadas y de su esposa María de la Concepción Salvadó-Prim y Golfrich, la cual era sobrina materna de Isabel Prim y Agüero, i duquesa de Prim grande de España, quién trasmitió sus derechos a sus hijos, no solo del ducado de Prim sino también del ducado de los Castillejos con grandeza de España. El ducado de Prim fue el primer título que concedió Amadeo I, seguido del ducado de los Castillejos.

## Armas
Escudo de los Prim.

## Duques de Prim
|                                     | Titular                                     | Periodo               |
| Creación por Amadeo I               | Creación por Amadeo I                       | Creación por Amadeo I |
| ----------------------------------- | ------------------------------------------- | --------------------- |
| i                                   | Francisca Agüero y González                 | 1871-1889             |
| ii                                  | Isabel Prim y Agüero                        | 1889-1927             |
| Rehabilitación por Francisco Franco |                                             |                       |
| iii                                 | Luis Muntadas y Salvadó-Prim                | 1960-1982             |
| iv                                  | Luis Muntadas-Prim y Audhui                 | 1983-2018             |
| v                                   | María de los Ángeles Muntadas-Prim y Lafita | 2019-actual titular   |

## Historia de los duques de Prim
- Francisca Agüero y González (1821-1889), i duquesa de Prim grande de España, ii condesa de Agüero.

Casó con Juan Prim y Prats, i marqués de los Castillejos grande de España, i conde de Reus, i vizconde del Bruch, Capitán General de los Reales Ejércitos. Héroe de la batalla de los Castillejos, en la guerra con Marruecos, para impedir el acoso de las ciudades de Ceuta y Melilla. Le sucedió su hija:
- Isabel Prim y Agüero (1862-1927), ii duquesa de Prim grande de España.

Casó con Fernando de Heredia y Livermore. Sin descendientes. Pasó los derechos a su sobrina María de la Concepción Salvadó Prim y Golferich, casada con Carlos Muntadas y Muntadas, cuyos hijos sucedieron en todos los títulos familiares, correspondiendo el ducado de Prim con grandeza de España a:
Rehabilitado en 1960 por Francisco Franco:
- Luis Muntadas y Salvadó Prim, iii duque de Prim grande de España, en quién se rehabilitó el ducado el 24 de junio de 1960.

Casó con Simone Audhui Guillin. Le sucedió su hijo:
- Luis Muntadas-Prim y Audhui, iv duque de Prim grande de España.

Le sucedió su hija:
- María de los Ángeles Muntadas-Prim y Lafita, v duquesa de Prim grande de España.